# Festivalul Internațional de Film de la Mar del Plata
Festivalul Internațional de Film de la Mar del Plata (în spaniolă Festival Internacional de Cine de Mar del Plata) este un festival internațional de film care are loc anual în America de Sud la Mar del Plata în Argentina. Festivalul a fost fondat în 1954 și este acreditat de asociația producătorilor de film FIAPF drept unul dintre cele cincisprezece festivaluri de film competitive din lume. Între 1971 și 1995, Festivalul Internațional de Cine de Mar del Plata nu a avut loc din motive politice și economice ca urmare a înființării unui guvern militar în Argentina.
Festivalul din Mar del Plata este un festival de categoria „A” recunoscut de Federația Internațională a Asociațiilor Producătorilor de Film (FIAPF) alături de festivaluri precum Cannes, Berlin, Veneția sau San Sebastián, dintr-un total de 15 (pentru lista completă vezi linkul către Festival de film sau FIAPF).
Potrivit producătorului argentinian Luis Alberto Scalella, care era prim-vicepreședinte al FIAPF la momentul festivalului de la Mar del Plata în 2009, „există 2.500 de festivaluri de film în lume. Dintre acestea, doar 50 sunt recunoscute de Federația Internațională și dintre acestea, doar 13 sunt concurente nespecializate recunoscute în Clasa A.”

## Premiile festivalului
Inițial, premiile s-au numit „Ombú” până în 2004, când premiile și-au schimbat numele și au fost redenumite „Astor”, în onoarea lui Astor Piazzolla. Juriul este internațional și este format din regizori, artiști, profesori și teoreticieni din lumea cinematografiei.
În prezent, premiile acordate de juriu la Competiția Internațională sunt: Golden Ástor pentru cel mai bun film, Silver Ástor pentru cel mai bun regizor, Silver Ástor pentru cea mai bună actriță, Silver Ástor pentru cel mai bun actor, Silver Ástor pentru cel mai bun scenariu și un premiu special al juriului.

În prezent, Premiile Astor sunt acordate pentru cel mai bun film, cel mai bun regizor, cea mai bună actriță, cel mai bun actor, cel mai bun scenariu, cel mai bun film ibero-american și premiul special al juriului.

### Premiile oficiale

#### Competiție internațională
- Astor de aur pentru cel mai bun film (Astor de oro a la mejor película)
- Astor de argint pentru cel mai bun regizor (Astor de plata al mejor director)
- Astor de argint pentru cel mai bun actor (Astor de plata al mejor actor)
- Astor de argint pentru cea mai bună actriță (Astor de plata a la mejor actriz)
- Astor de argint pentru cel mai bun scenariu (Astor de plata al mejor guion)

## Galerie

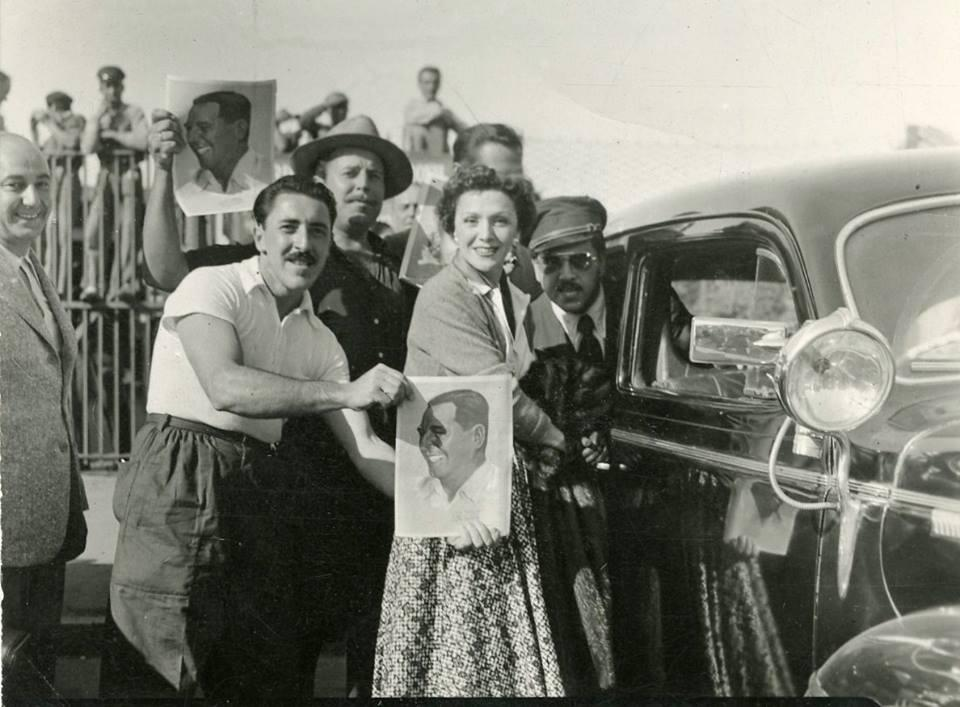
Festival Internacional de Cine en Mar del Plata, 1954
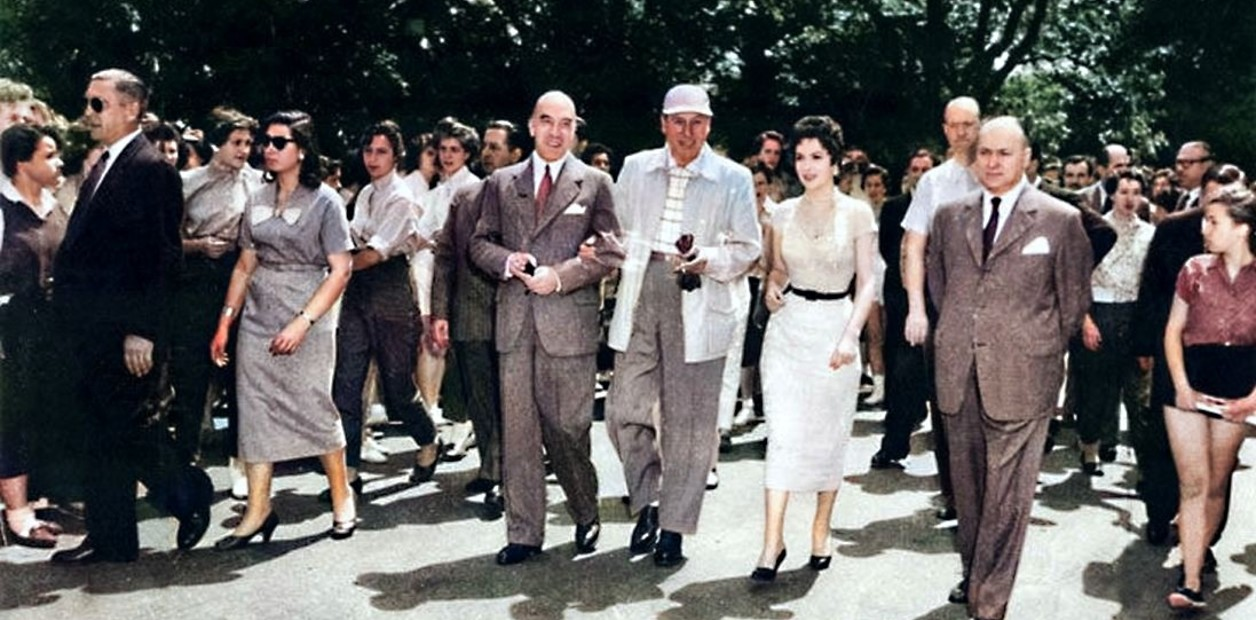
Președintele Juan Domingo Perón cu actrița italiană Gina Lollobrigida în timpul primei ediții a Festivalului de Film de la Mar del Plata, 1954
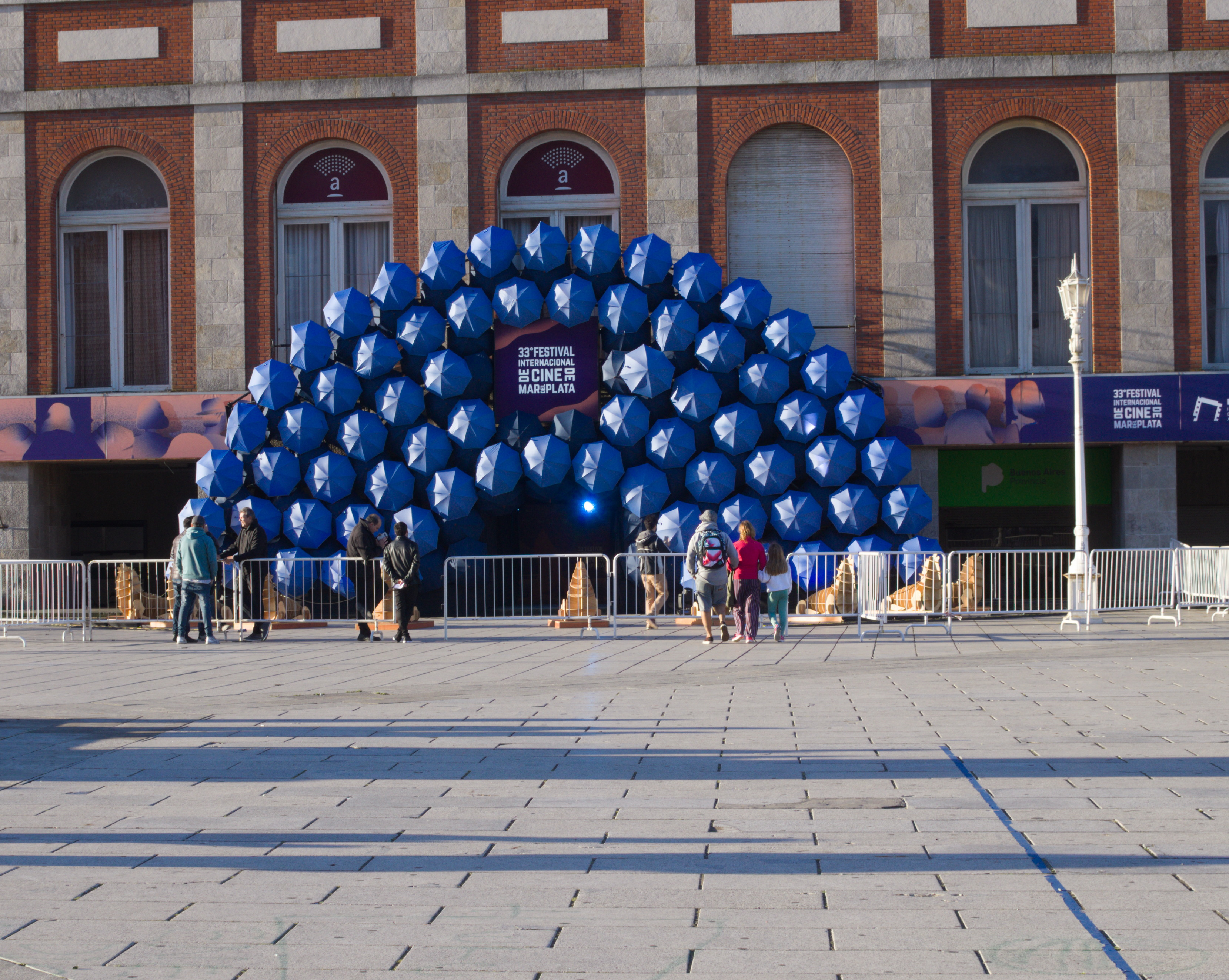
Intrarea la Festivalul de Film de la Mar del Plata, 2018

## Premii pe țări
- Spania: 6 premii
- Brazilia: 3 premii
- Italia: 3 premii
- Mexic: 3 premii
- Argentina: 2 premii
- Columbia: 2 premii
- Iran: 2 premii
- Elveția: 1 premiu
- Franța: 1 premiu
- Guatemala: 1 premiu
- Israel: 1 premiu
- Japonia: 1 premiu
- Maroc: 1 premiu
- Palestina: 1 premiu
- Peru: 1 premiu
- România: 1 premiu
- Turcia: 1 premiu
- Ungaria: 1 premiu
- Statele Unite ale Americii: 1 premiu
- Suedia: 1 premiu